# Piégros-la-Clastre
Piégros-la-Clastre ist eine französische Gemeinde mit 883 Einwohnern (Stand 1. Januar 2022) im Département Drôme in der Region Auvergne-Rhône-Alpes. Sie gehört zum Kanton Crest und zum Arrondissement Die. Sie grenzt im Norden an Mirabel-et-Blacons, im Osten an Aubenasson, im Süden an Saou und im Westen an Aouste-sur-Sye. Die Drôme bildet im Norden die Gemeindegrenze. Die Bewohner werden Clastrois und Clastroises genannt.

## Bevölkerungsentwicklung
| Jahr                       | 1962 | 1968 | 1975 | 1982 | 1990 | 1999 | 2008 | 2018 |
| -------------------------- | ---- | ---- | ---- | ---- | ---- | ---- | ---- | ---- |
| Einwohner                  | 574  | 513  | 492  | 571  | 662  | 755  | 863  | 859  |
| Quellen: Cassini und INSEE |      |      |      |      |      |      |      |      |

## Sehenswürdigkeiten
- Romanische katholische Kirche Notre-Dame in Piégros-la-Clastre
- Schloss von Piégros-la-Clastre
- Klosterruine

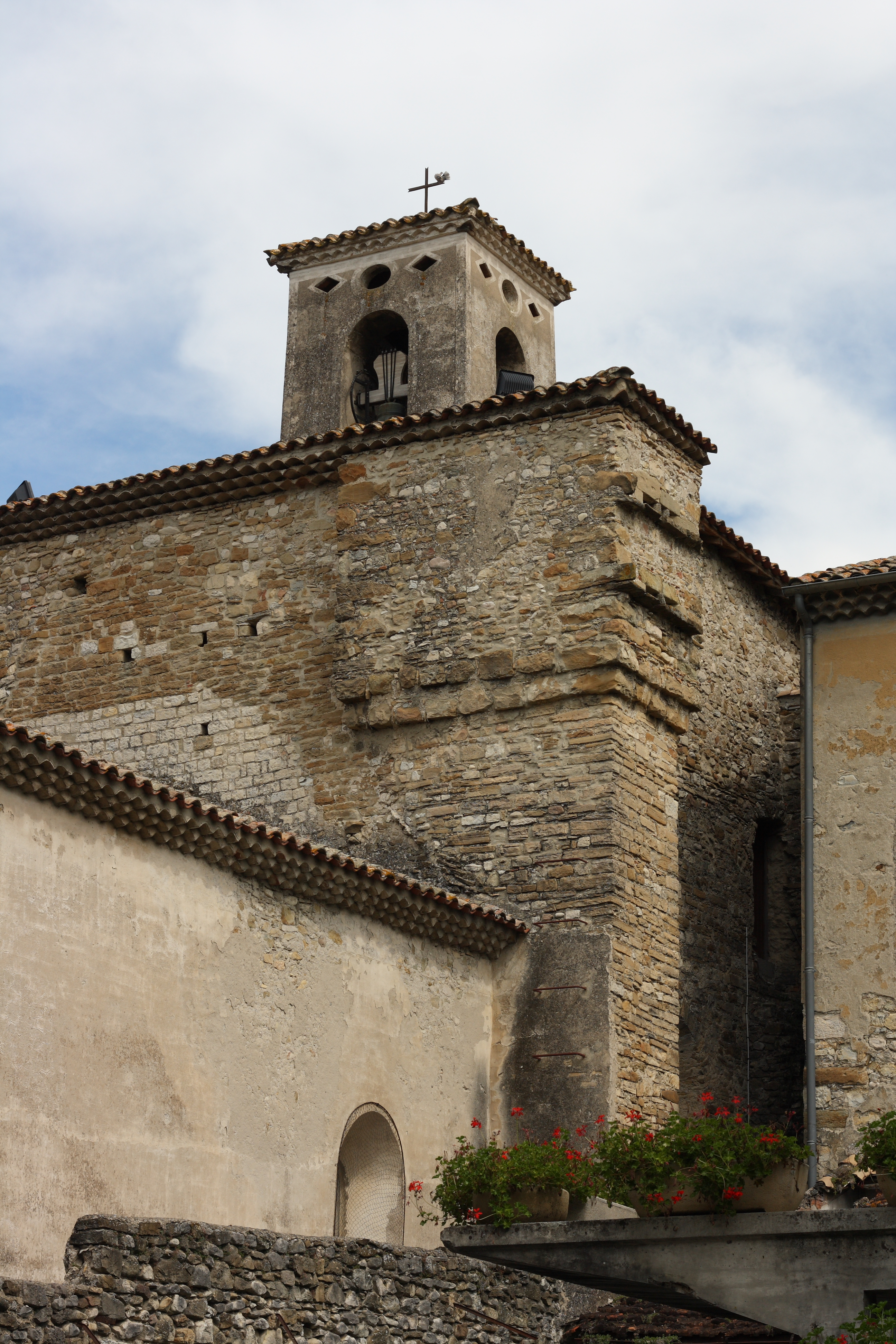
Pfarrkirche Notre-Dame
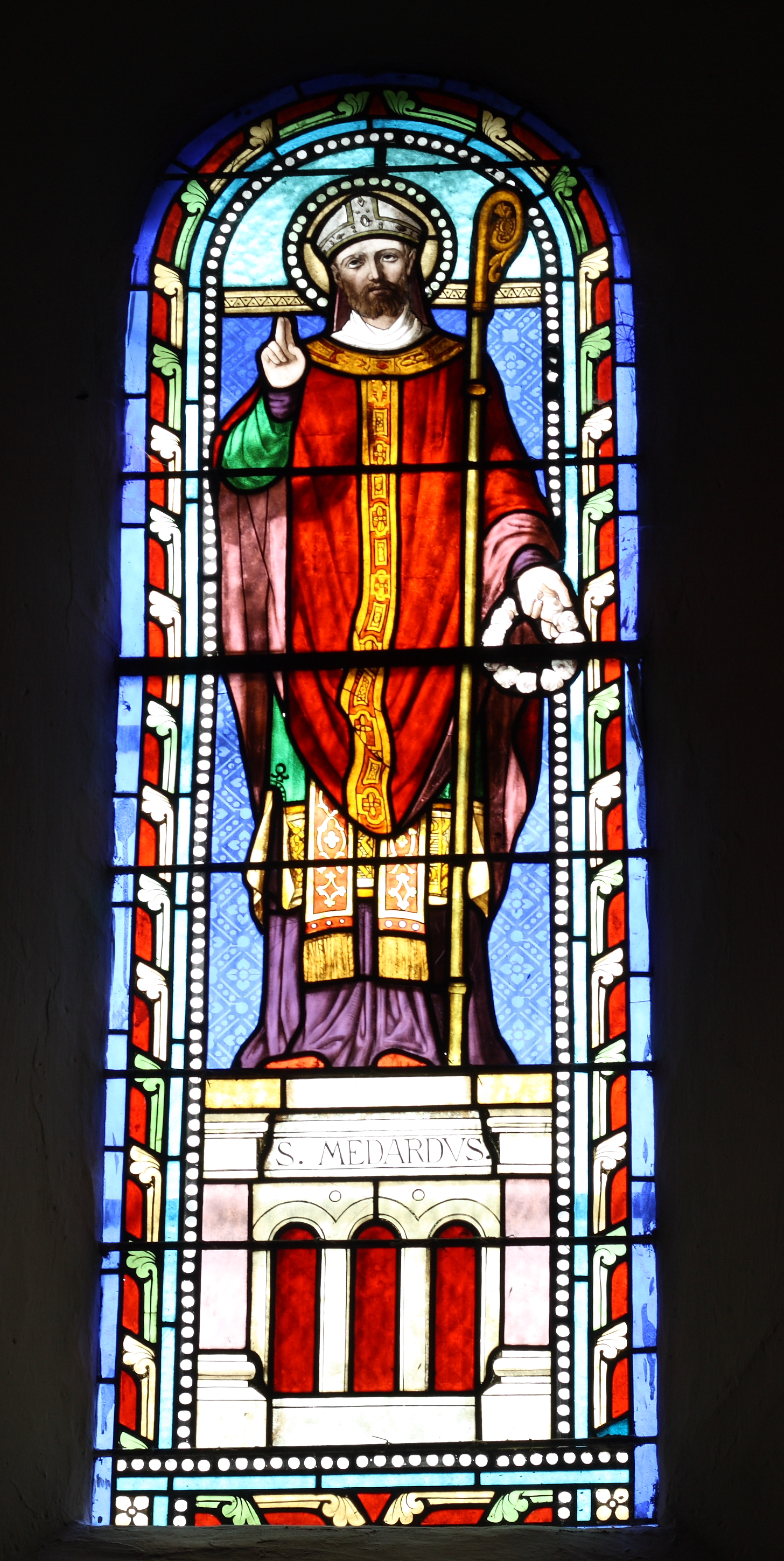
Glasmalerei an einem Fenster der Pfarrkirche
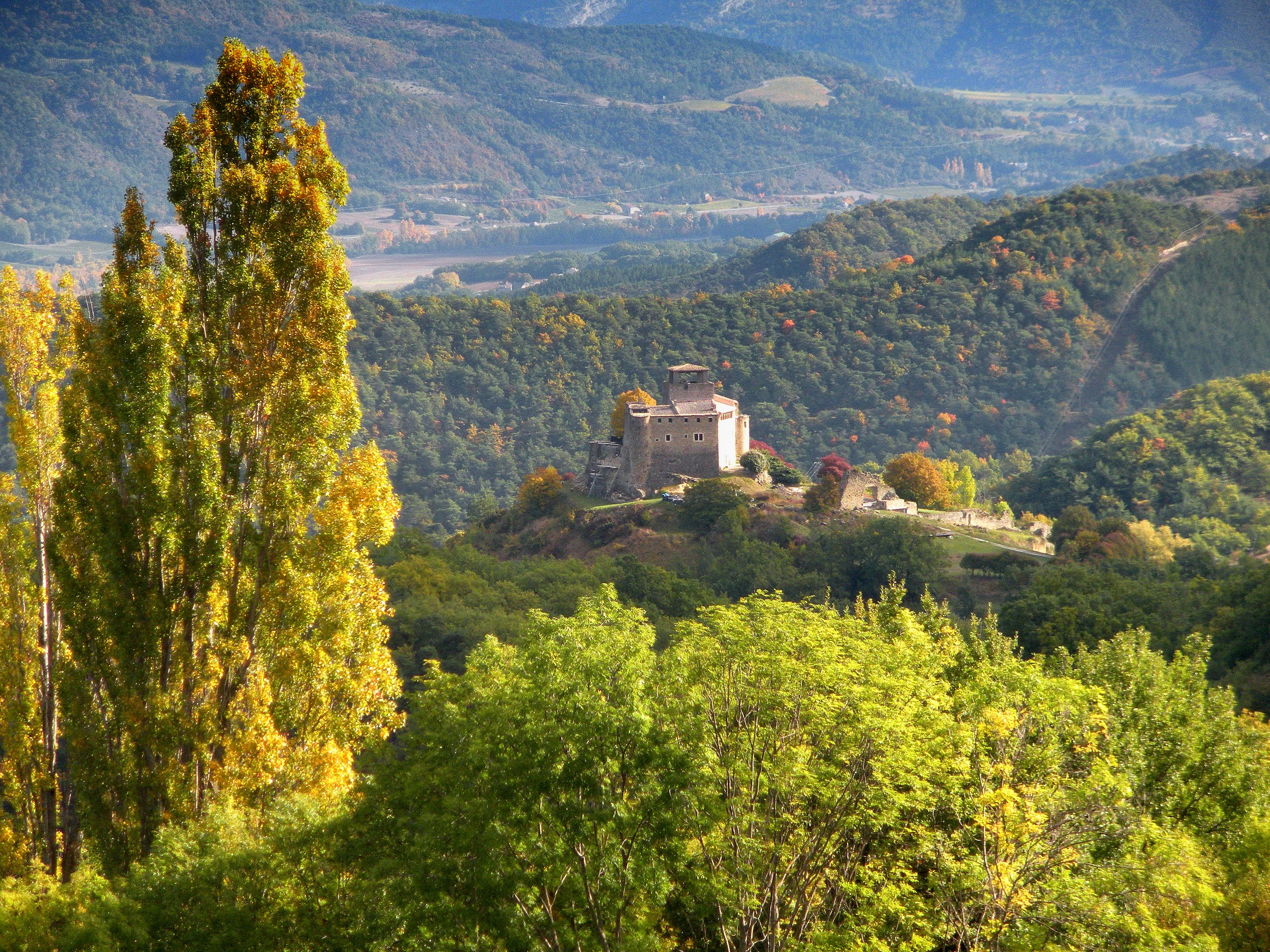
Schloss
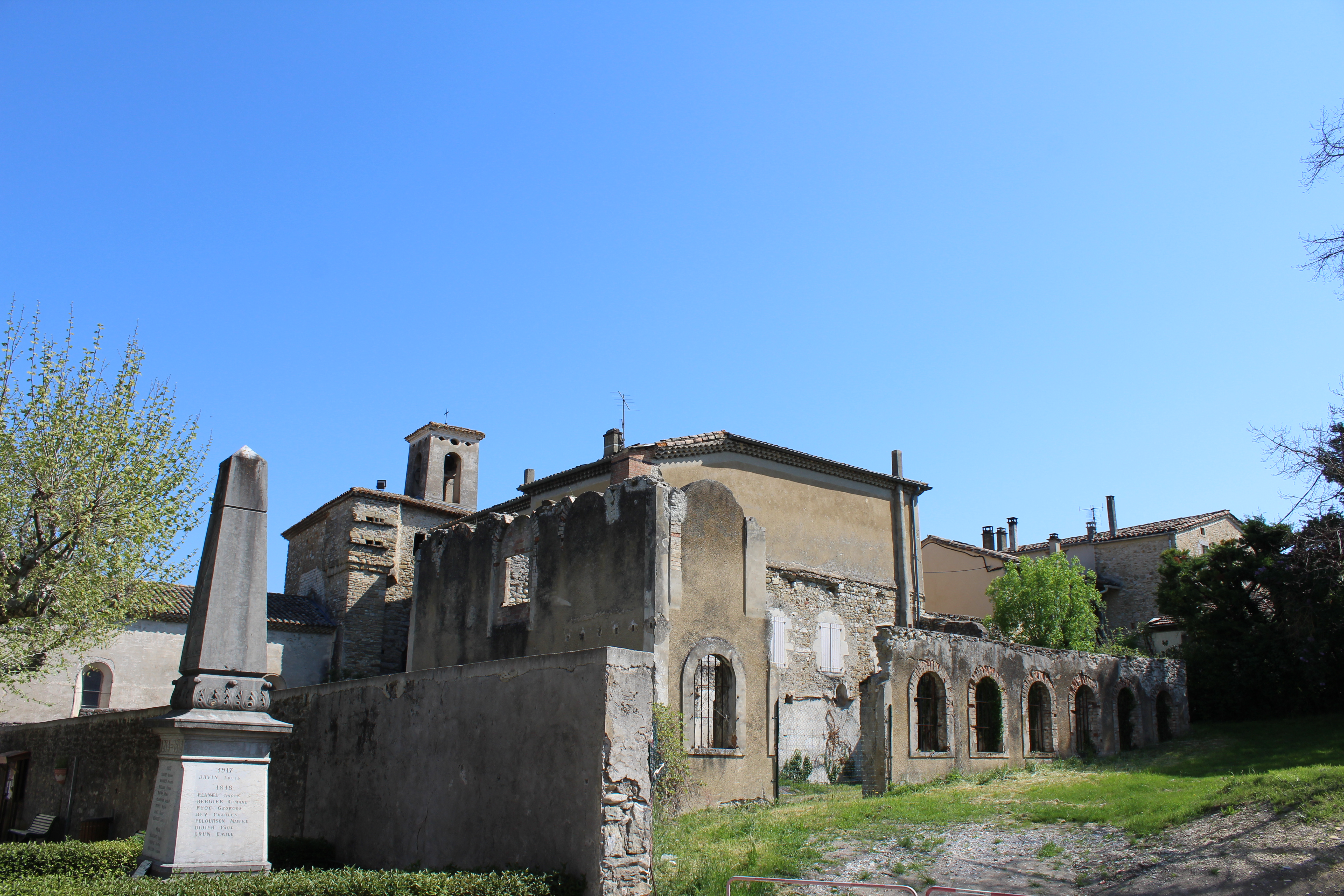
Klosterruine